# Said al-Saghir
Abu Uthman Said ibn Muhammad al-Saghir, auch genannt Said der Jüngere, (geb. im 9. Jahrhundert, gest. wohl im 9. Jahrhundert) war ein Vertrauter und Emissär des elften Abbasiden-Kalifen Al-Muntasir (reg. 861–862). 

## Leben
Über Said al-Saghirs Leben ist wenig bekannt. Er bewegte sich am Hofe der Abbasiden-Kalifen al-Wathiq (816–847, reg. 842–847), al-Mutawakkil (822–861, reg. 847–861) und al-Muntasir (837–862, reg. 861–862), dessen Vertrauter er war. Ebenso diente er als sein Emissär in verschiedenen Angelegenheiten.

## Rezeption in der klassisch-arabischen Literatur
Berichte von und über Said al-Saghir finden sich in der klassisch-arabischen Literatur unter anderem bei al-Tabari (839–923) und al-Mas'udi (895–956). Al-Tabari ließ unter anderem Said al-Saghirs Bericht über die Anwesenheit bei al-Muntasir und die Nachricht vom Tod des Kalifen al-Mutawakkils in sein Hauptwerk einfließen.